# Polyphia
Polyphia är ett instrumentalt progressivt rockband från Plano, Texas i USA. Gruppen bildades 2010 och består av Tim Henson (gitarr), Scott LePage (gitarr), Clay Gober (bas) och Clay Aeschliman (trummor). Musiken hämtar inspiration från metal, hiphop, EDM, jazz, pop, R&B, tuggummipop och bossa nova.

## Historia
Efter att ha bildats 2010 släppte Polyphia sin debut-EP Inspire år 2013, vilket hjälpte dem att etablera sig inom den instrumentala musikscenen. Deras första fullängdsalbum, Muse, kom ut 2014 och visade upp deras kombination av teknisk skicklighet och melodiska kompositioner. Med sitt andra album, Renaissance (2016), började bandet integrera influenser från genrer som pop och hiphop. År 2018 släppte de New Levels New Devils, där de fortsatte att blanda genrer genom att inkludera element från trap och EDM. Deras fjärde album, Remember That You Will Die (2022), innehöll samarbeten med olika artister och fortsatte att utforska deras genreöverskridande stil.

## Bandmedlemmar
Nuvarande
- Tim Henson – gitarr (2010–)
- Scott LePage – gitarr (2010–)
- Clay Gober – basgitarr (2012–)
- Clay Aeschliman – trummor (2016–)

Tidigare
- Brandon Burkhalter – trummor (2010–2014; 2015–2016), sång (2010–2011)
- Randy Methe – trummor (2014–2015)
- Lane Duskin – sång (2010–2012)

## Diskografi

### Studioalbum
| Muse | - Släppt: 2 september 2014 - Skivbolag: Independent - Format: CD, LP, digital download, streaming  | —  | —  | —  | — |
| Renaissance                                                                                               | - Släppt: 11 mars 2016 - Skivbolag: Equal Vision - Format: CD, LP, digital download, streaming     | —  | —  | —  | — |
| New Levels New Devils                                                                                     | - Släppt: 12 oktober 2018 - Skivbolag: Equal Vision - Format: CD, LP, digital download, streaming  | 61 | —  | —  | — |
| Remember That You Will Die                                                                                | - Släppt: 28 oktober 2022 - Skivbolag: Rise - Format: CD, kassettband, digital download, streaming | 33 | 72 | 73 | — |
| "—" betecknar en inspelning som inte tog sig in på topplistan, eller som inte släpptes i det territoriet. | |    |    |    |   |

### Livealbum
| Live at the Factory in Deep Ellum                                                                         | - Släppt: 24 november 2023 - Skivbolag: Rise - Format: digital download, streaming | — | — | — | — |
| "—" betecknar en inspelning som inte tog sig in på topplistan, eller som inte släpptes i det territoriet. |                                                                                    |   |   |   |   |

### EP
| Titel          | Information                                                                               |
| -------------- | ----------------------------------------------------------------------------------------- |
| Resurrect      | - Släppt: 13 november 2011 - Skivbolag: Independent - Format: digital download, streaming |
| Inspire        | - Släppt: 21 april 2013 - Skivbolag: Independent - Format: digital download, streaming    |
| The Most Hated | - Släppt: 14 juli 2017 - Skivbolag: Independent - Format: digital download, streaming     |

### Singlar
| Titel                                     | År   | Album                      |
| ----------------------------------------- | ---- | -------------------------- |
| Envision (med Rick Graham)                | 2013 | Singlar utan album         |
| LIT                                       | 2017 | Singlar utan album         |
| G.O.A.T                                   | 2018 | New Levels New Devils      |
| O.D.                                      | 2018 | New Levels New Devils      |
| Yas (med Mario Camarena och Erick Hansel) | 2018 | New Levels New Devils      |
| Look But Don't Touch (med Lewis Grant)    | 2019 | Singlar utan album         |
| Inferno                                   | 2019 | Singlar utan album         |
| Playing God                               | 2022 | Remember That You Will Die |
| Neurotica                                 | 2022 | Remember That You Will Die |
| ABC (med Sophia Black)                    | 2022 | Remember That You Will Die |
| Ego Death (med Steve Vai)                 | 2022 | Remember That You Will Die |